# Цеста (Требнє)
Цеста (словен. Cesta) — поселення в общині Требнє, регіон Південно-Східна Словенія, Словенія.